# Byki (Czerwona Wola)
Byki – część wsi Czerwona Wola w Polsce położona w województwie podkarpackim, w powiecie przeworskim, w gminie Sieniawa, w sołectwie Czerwona Wola
W latach 1975–1998 miejscowość położona była w województwie przemyskim.
Byki są położone przy lesie, nad Lubaczówką i obejmują 20 domów.